# Palestyński Front Ocalenia Narodowego
Palestyński Front Ocalenia Narodowego (arab. جبهة الانقاذ الوطني الفلسطيني) – koalicja palestyńskich organizacji utworzona w 1985 roku.

## Historia
Front powstał w 1985 roku. W jego skład weszło sześć ugrupowań: Ludowy Front Wyzwolenia Palestyny, Ludowy Front Wyzwolenia Palestyny – Główne Dowództwo, Front Wyzwolenia Palestyny (tylko jedna z frakcji), As-Sa’ika, Palestyński Ludowy Front Walki i Fatah al-Intifada. Koalicje łączyła niechęć wobec Jasira Arafata i skłonności prosyryjskie.